# Hypolytrum turgidum
Hypolytrum turgidum är en halvgräsart som beskrevs av Charles Baron Clarke. Hypolytrum turgidum ingår i släktet Hypolytrum och familjen halvgräs.
Artens utbredningsområde är Sri Lanka. Inga underarter finns listade i Catalogue of Life.